# غستافو هامر
غستافو هامر (بالهولندية: Gustavo Hamer)‏ (24 يونيو 1997 بإتاخايي في البرازيل - ) هو لاعب كرة قدم هولندي في مركز الوسط. لعب مع فاينورد.

## روابط خارجية
- غستافو هامر على موقع الاتحاد الأوربي (الإنجليزية)
- غستافو هامر على موقع قاعدة بيانات كرة القدم.إي يو (الإنجليزية)
- غستافو هامر على موقع ليكيب (الفرنسية)
- غستافو هامر على موقع Soccerbase.com (لاعب) (الإنجليزية)
- غستافو هامر على موقع Soccerway.com (الإنجليزية)
- غستافو هامر على موقع عالم كرة القدم.نت (الإنجليزية)
- غستافو هامر على موقع AS.com (الإسبانية)